# Proyecto 22800
El Proyecto 22800 Karakurt de corbetas, designación OTAN: Clase Karakurt, es una clase de corbeta de alta mar equipado con lanzamisiles guiados de la Armada de la Federación de Rusia que entró en servicio en 2018.
El nombre «Karakurt» se refiere a la Latrodectus tredecimguttatus, conocida en español como viuda negra europea o araña sangrienta.

## Historia

### Fabricación
El Proyecto 22800 fue presentado por primera vez de la mano de la compañía naviera rusa Almaz en el Foro Internacional Tecnológico-Militar «ARMY-2015» que tuvo lugar en Kúbinka, Moscú (Rusia). En ese momento, la clase de corbetas se presentó como «Proyecto 12300». Ya en esa presentación se anunció que estaban planeadas 18 unidades para su construcción.
Las primeras dos unidades, Uragan (en ruso: Huracán; luego renombrado Mytishchi) y Taifun (en ruso: Tifón; renomrbado Sovetsk), tuvieron su puesta de quilla en el astillero Pella de San Petersburgo el 24 de diciembre de 2015.
En agosto de 2016 se reportó que un total de siete buques habían sido ordenados para su fabricación por el astillero Pella, el cual a su vez indicó que una de las unidades sería fabricada en el astillero More, en Feodosia, República de Crimea (Rusia de facto); también se reportó que cinco unidades más habían sido ordenadas al astillero del Volga de Zelenodolsk, en la localidad homónima de Tartaristán. Tres de esas cinco unidades, Tsiklon (en ruso: Ciclón), Askold y Amur fueron construidos en el astillero Zaliv de Kerch en la Crimea ocupada por Rusia.
El 29 de julio de 2017 fue botado el buque líder de clase, Uragan. En mayo de 2018, el ya renombrado Mysishchi (ex-Uragan) tuvo pruebas de alta mar en el lago Ladoga y el mar Báltico.
Durante el Foro Internacional Tecnológico-Militar «ARMY-2018», El ministro de defensa ruso, Serguéi Shoigú, firmó un contrato para la construcción de otros seis buques, esta vez para la Flota del Pacífico. Dos de los nuevos buques sería fabricados en el astillero Vostochnaya Verf de Vladivostok en el Krai de Primorie mientras que los otros cuatro se harían en el astillero Amur de Komsomolsk del Amur en el Krai de Jabárovsk.
En 2022, con la invasión rusa de Ucrania ya comenzada, el Ministerio de Defensa demandó al astillero Pella de San Petersburgo por valor de 1,4 millardos de rublos (unos 22,5 millones de euros al cambio) por «no cumplir los contratos de suministros».

### Servicio
El 16 de octubre de 2018, el Mysishchi fue enviado a hacer pruebas en el mar Blanco y finalmente entró en servicio el 17 de diciembre de 2018, siendo asignado a la Flota del Báltico.

#### Invasión rusa de Ucrania
Las fuerzas ucranianas lanzaron misiles contra el astillero Zaliv de Kerch el 4 de noviembre de 2023 tras lo que las autoridades rusas reconocieron que un buque había sido efectivamente alcanzado. Las imágenes que publicaron las fuerzas ucranianas sobre el ataque parecían mostrar al Askold notablemente dañado por el ataque.
El 19 de mayo de 2024, las fuerzas ucranianas dispararon misiles anticrucero al Tsiklon, uno de los últimos buques lanzamisiles con capacidad para los Kalibr que Rusia mantiene en activo en el Mar Negro, mientras se encontraba en el puerto de Sebastopol. Según las autoridades ucranianas, la corbeta fue destruida. Las autoridades rusas sólo indicaron que la corbeta había tenido «algunos daños».

## Diseño
El Proyecto 22800 es un derivado del Proyecto 12300 Skorpion, una propuesta diseñada por Almaz en la década de 1990 para unos botes lanzamisiles de 500 t de desplazamiento que ya inluyó en el proyecto 21631, las corbetas Buyan-M.  Los barcos de la clase tienen una superestructura de contorno sigiloso con un mástil integrado que lleva cuatro paneles de antenas en fase. El armamento principal consiste en misiles de crucero Kalibr o misiles anticrucero supersónicos P-800 Ónix transportados en ocho cámaras VLS UKSK en la parte trasera de la superestructura, detrás del puente. Las corbetas construidas para la Armada de Rusia estarán equipadas con un cañón automático de doble propósito AK-176MA de 76,2 mm, una versión modernizada del AK-176 soviético. Sin embargo, al menos en el primer barco, se instaló el A-190 de 100 mm. Una versión propuesta para exportación podría llevar el cañón italiano Otobreda 76 mm de OTO Melara. Para la defensa antimisiles, los dos primeros barcos solo llevarán un par de armas CIWS modelo AK-630M.
A partir de la tercera nave, estarán equipados con Pantsir-M, una versión navalizada del sistema de misiles tierra-aire Pantsir. El tercer buque de la clase, el Odintsovo, entró en servicio en la Flota del Báltico con el sistema Pantsir-M en noviembre de 2020. El proyecto 22800 no está diseñado para la guerra antisubmarina. 

## Buques de la clase
La siguiente tabla muestra los buques por orden de fabricación. Las fechas en cursiva indican estimación.
Leyenda
| Flotas: Flota del Báltico Flota del Mar Negro Flota del Pacífico | Estados: En activo No en activo Destruida Cancelado En construcción |

| Nombre                | N.º | Astillero        | Puesta de quilla         | Botadura                 | Entrada en servicio     | Flota     | Estado (2024)                                                                |
| --------------------- | --- | ---------------- | ------------------------ | ------------------------ | ----------------------- | --------- | ---------------------------------------------------------------------------- |
| Mytishchi (ex-Uragan) | 251 | Pella            | 24 de diciembre de 2015  | 29 de julio de 2017      | 17 de diciembre de 2018 | Báltico   | En servicio                                                                  |
| Sovetsk (ex-Taifun)   | 252 | Pella            | 24 de diciembre de 2015  | 24 de noviembre de 2017  | 12 de octubre de 2019   | Báltico   | En servicio                                                                  |
| Kozelsk (ex-Shtorm)   | 254 | More             | 10 de mayo de 2016       | 9 de octubre de 2019     | 2024                    | Báltico   | En servicio                                                                  |
| Tsiklon               | 801 | Zaliv            | 26 de julio de 2016      | 24 de julio de 2020      | 12 de julio de 2023     | Negro     | Destruida (mayo de 2024)a                                                    |
| Odintsovo (ex-Shkval) | 253 | Pella            | 29 de julio de 2016      | 5 de mayo de 2018        | 21 de noviembre de 2020 | Báltico   | En servicio                                                                  |
| Askold (ex-Musson)    | 802 | Zaliv            | 18 de noviembre de 2016  | 21 de septiembre de 2021 | 2024                    | Negro     | En reparaciones (Alcanzado por un misil ucraniano el 3 de noviembre de 2023) |
| Burâ (ex-Burya)       | 257 | Pella            | 24 de diciembre de 2016  | 23 de octubre de 2018    | 2024                    | Báltico   | Pruebas de alta mar                                                          |
| Ojotsk                | 255 | More             | 17 de marzo de 2017      | 29 de octubre de 2019    | 2028                    | Mar Negro | Todavía en botadura                                                          |
| Amur (ex-Passat)      | 803 | Zaliv            | 26 de febrero de 2019    | 30 de junio de 2023      | 2024                    | Mar Negro | Todavía en botadura                                                          |
| Vikhr                 | 256 | More             | 19 de diciembre de 2017  | 13 de noviembre de 2019  | 2030                    | Mar Negro | Todavía en botadura                                                          |
| Tucha                 | 804 | Zelenodolsk      | 26 de febrero de 2019    | 30 de junio de 2023      | 2024                    | Mar Negro | Todavía en botadura                                                          |
| Rzhev                 | 201 | Amur             | 1 de julio de 2019       | 27 de septiembre de 2023 | 2026                    | Pacífico  | Todavía en botadura                                                          |
| Udomlia               | 202 | Amur             | 1 de julio de 2019       | 27 de septiembre de 2023 | 2026                    | Pacífico  | Todavía en botadura                                                          |
| Taifun                | 805 | Zelenodolsk      | 11 de septiembre de 2019 | 7 de mayo de 2024        | 2025                    | Negro     | Todavía en botadura                                                          |
| Ussuriisk             | 204 | Amur             | 26 de diciembre de 2019  | —                        | —                       | Pacífico  | En construcción                                                              |
| Pávlovsk              | 203 | Amur             | 29 de julio de 2020      | —                        | —                       | Pacífico  | En construcción                                                              |
| ¿?                    |     | Vostochnaya Verf | —                        | —                        | —                       | Pacífico  | Cancelado                                                                    |
| ¿?                    |     | Vostochnaya Verf | —                        | —                        | —                       | Pacífico  | Cancelado                                                                    |

a Según fuentes ucranianas. Autoridades rusas defienden que tan solo se encuentra en reparaciones.

### Orden de la clase
El orden oficial de la clase Karakurt depende del astillero de fabricación. Así, el orden es el siguiente:
| Orden                                                                                    | Nombre                    | N.º F | N.º G. | Razón del nombre                          |
| ---------------------------------------------------------------------------------------- | ------------------------- | ----- | ------ | ----------------------------------------- |
| Fabricados en el astillero Pella de San Petersburgo (para la Flota del Báltico)          |                           |       |        |                                           |
| 1                                                                                        | Mytishchi (Мытищи)        | 251   | 567    | Por la ciudad de Mytishchi.               |
| 2                                                                                        | Sovetsk (Советск)         | 252   | 577    | Por la ciudad de Sovetsk.                 |
| 3                                                                                        | Odintsovo (Одинцово)      | 253   | 584    | Por la ciudad de Odintsovo.               |
| 4                                                                                        | Kozelsk (Козельск)        | 254   |        | Por la ciudad de Kozelsk.                 |
| 5                                                                                        | Ojotsk (Охотск)           | 255   |        | Por la localidad de Ojotsk.               |
| 6                                                                                        | Vikhr (Вихрь, torbellino) | 256   |        | Por la palabra rusa para torbellino.      |
| 7                                                                                        | Burâ (Буря, Tormenta)     | 257   | 578    | Por la palabra rusa para tormenta.        |
| Fabricados en los astilleros Zelenodolsk y Zaliv de Crimea (para la Flota del Mar Negro) |                           |       |        |                                           |
| 8                                                                                        | Tsiklon (Циклон, Ciclón)  | 801   | 633    | Por la palabra rusa para ciclón.          |
| 9                                                                                        | Askold (Аскольд)          | 802   |        | Por la isla del Golfo de Pedro el Grande. |
| 10                                                                                       | Amur (Амур)               | 803   |        | Por la ciudad de Komsomolsk del Amur.     |
| 11                                                                                       | Tucha (Туча, Nube)        | 804   |        | Por la palabra rusa para nube.            |
| 12                                                                                       | Taifun (Тайфун, Tifón)    | 805   |        | Por la palabra rusa para tifón.           |
| Fabricados en el astillero de Amur de Primorie (para la Flota del Pacífico)              |                           |       |        |                                           |
| 13                                                                                       | Rzhev (Ржев)              | 201   | 400    | Por la ciudad de Rzhev.                   |
| 14                                                                                       | Udomlia (Удомля)          | 202   | 401    | Por la ciudad de Udomlia.                 |
| 15                                                                                       | Pávlovsk (Павловск)       | 203   |        | Por la ciudad de Pávlovsk.                |
| 16                                                                                       | Ussuriisk (Уссурийск)     | 204   |        | Por la ciudad de Ussuriisk.               |
| Fabricados en el astillero Vostochnaya Verf de Jabárovsk (para la Flota del Pacífico)    |                           |       |        |                                           |
| 17                                                                                       | Sin nombre                |       |        |                                           |
| 18                                                                                       | Sin nombre                |       |        |                                           |